# Municipio Villa Charcas
Das Municipio Villa Charcas ist ein Verwaltungsbezirk im Departamento Chuquisaca im südamerikanischen Anden-Staat Bolivien.

## Lage im Nahraum
Das Municipio Villa Charcas ist eines von vier Municipios der Provinz Nor Cinti und umfasst deren zentralen Bereich. Es grenzt im Norden an das Municipio San Lucas, im Westen an das Municipio Camargo und im Süden und Südosten an das Municipio Incahuasi.
Das Municipio erstreckt sich zwischen etwa 20° 24' und 20° 47' südlicher Breite und 64° 39' und 65° 01' westlicher Länge, seine Ausdehnung von Westen nach Osten und von Norden nach Süden beträgt bis zu 25 Kilometer.
Das Municipio ist am 23. Dezember 2009 per Gesetz 4127 durch Abspaltung des nordwestlichen Teils des Municipio Incahuasi entstanden. Es umfasst 61 localidades.

## Geographie
Das Municipio Villa Charcas liegt an den südlichen Ausläufern der bolivianischen Cordillera Central, zwischen dem Altiplano im Westen und dem bolivianischen Tiefland im Osten. Das Klima ist ein kühl-gemäßigtes Höhenklima mit typischem Tageszeitenklima, bei dem die Temperaturunterschiede im Tagesverlauf stärker schwanken als im Jahresverlauf.
Die Jahresdurchschnittstemperatur in dem Landkreis liegt bei etwa 14 °C (siehe Klimadiagramm Culpina), die Monatsdurchschnittswerte schwanken zwischen knapp 10 °C im Juni/Juli und 16 °C von November bis März. Der Jahresniederschlag beträgt 430 mm und weist sieben aride Monate von April bis Oktober mit Monatswerten unter 20 mm auf, nennenswerte Monatsniederschläge fallen in den restlichen fünf Monaten mit Werten bis zu knapp 100 mm.

## Bevölkerung
Die Einwohnerzahl ist zwischen 2012 und 2024 leicht zurückgegangen:
| Jahr | Einwohner | Quelle       |
| ---- | --------- | ------------ |
| 2012 | 14.496    | Volkszählung |
| 2024 | 13.924    | Volkszählung |

Die Bevölkerungsdichte im Municipio bei der letzten Volkszählung von 2024 betrug 20,2 Einwohner/km², der Alphabetisierungsgrad bei den über 6-Jährigen des Municipio Incahuasi war von 53,6 Prozent (1992) auf 66,3 Prozent (2001) angestiegen. Die Lebenserwartung der Neugeborenen betrug 55,1 Jahre, die Säuglingssterblichkeit war von 10,7 Prozent (1992) auf 10,1 Prozent im Jahr 2001 zurückgegangen.
68,0 Prozent der Bevölkerung des ehemaligen Municipio Incahuasi sprechen Spanisch, 80,9 Prozent sprechen Quechua und 0,1 Prozent sprechen Aymara. (2001)
88,2 Prozent der Bevölkerung des ehemaligen Municipio Incahuasi haben keinen Zugang zu Elektrizität, 81,7 Prozent leben ohne sanitäre Einrichtung (2001).
53,1 Prozent der Haushalte des ehemaligen Municipio Incahuasi besitzen ein Radio, 10,2 Prozent einen Fernseher, 40,1 Prozent ein Fahrrad, 0,7 Prozent ein Motorrad, 3,8 Prozent ein Auto, 1,0 Prozent einen Kühlschrank, und 0,4 Prozent ein Telefon. (2001)

## Politik
Ergebnis der Regionalwahlen (concejales del municipio) vom 4. April 2010:
| Wahl- berechtigte |  | Wahl- beteiligung | gültige Stimmen |  | MAS-IPSP | MSM    |
| ----------------- |  | ----------------- | --------------- |  | -------- | ------ |
| 4.426             |  | 3.685             | 2.884           |  | 1.895    | 989    |
|                   |  | 83,3 %            | 78,3 %          |  | 65,7 %   | 34,3 % |

Ergebnis der Regionalwahlen (elecciones de autoridades políticas) vom 7. März 2021:
| Wahl- berechtigte |  | Wahl- beteiligung | gültige Stimmen |  | MAS-IPSP | CST     | C-A    | BSTH   | MNR    | UNIDOS |
| ----------------- |  | ----------------- | --------------- |  | -------- | ------- | ------ | ------ | ------ | ------ |
| 6.490             |  | 5.336             | 4.155           |  | 2.808    | 1.195   | 85     | 39     | 20     | 8      |
|                   |  | 82,22 %           | 77,87 %         |  | 67,58 %  | 28,76 % | 2,05 % | 0,94 % | 0,48 % | 0,19 % |

## Gliederung
Das Municipio Villa Charcas besteht heute aus den folgenden fünf Distrikten
- Distrikt Villa Charcas – 30 Gemeinden – 9.703 Einwohner
- Distrikt Santa Elena – 3 Gemeinden – 209 Einwohner
- Distrikt Pucará de Llujllaya – 7 Gemeinden – 484 Einwohner
- Distrikt Caiza „K“ – 18 Gemeinden – 3.347 Einwohner
- Distrikt Supas – 3 Gemeinden – 753 Einwohner

## Ortschaften im Municipio Villa Charcas
- Villa Charcas 1330 Einw. – Pucará 1039 Einw. – Huancarani Bajo 771 Einw. – Palcapata 732 Einw. – Sultaca Alta 686 Einw. – Arpaja Alta 538 Einw. – Sacari 523 Einw. – Caiza „K“ 381 Einw. – Huancarani Alto 363 Einw. – Santa Elena 136 Einw.